# Martinsturm (Bregenz)

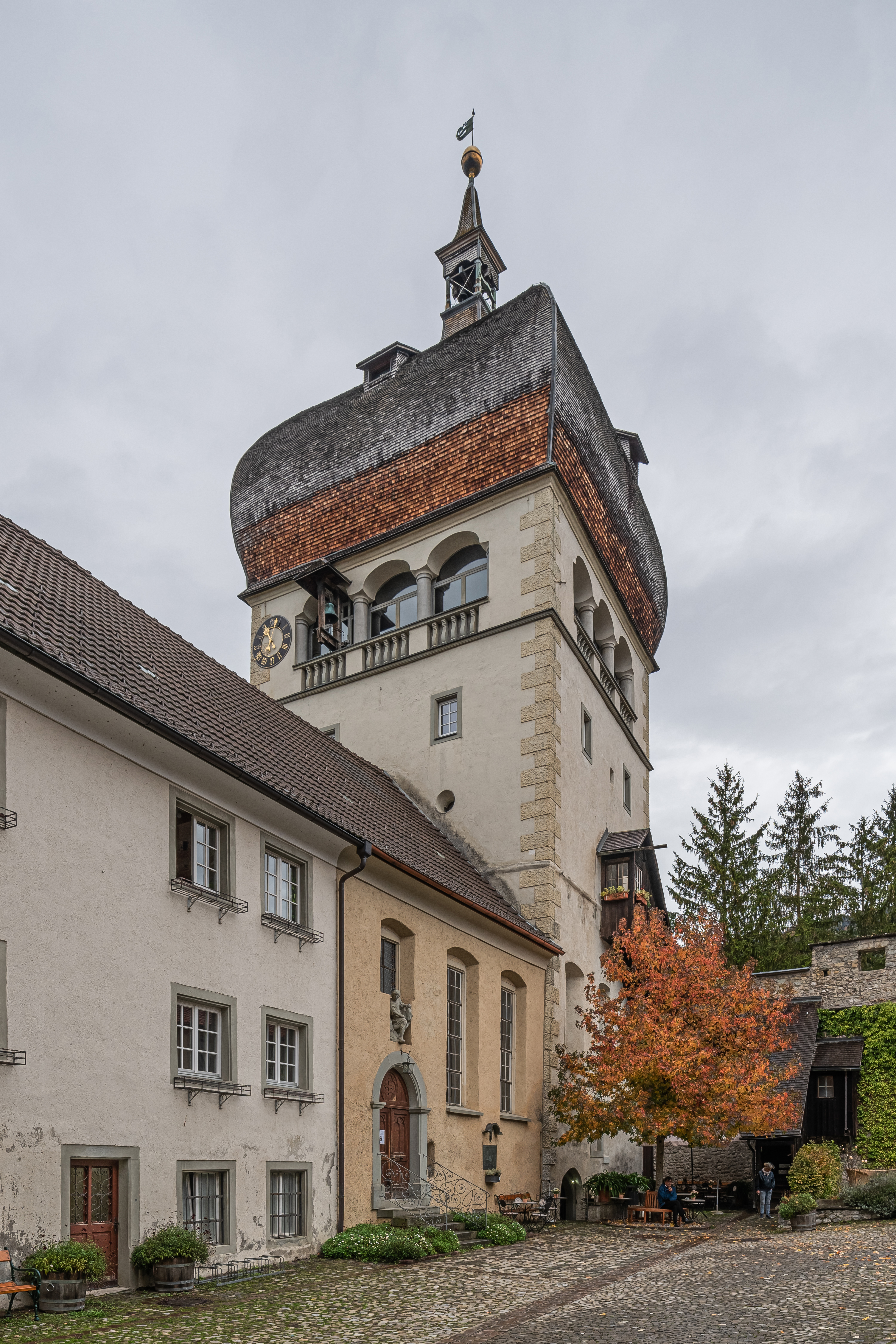
Martinsturm

Der Martinsturm in Bregenz ist ein ehemaliger Getreidespeicher im ersten Hof der Grafen von Bregenz in der Oberstadt. Er wurde 1601 zu einem Turm mit Loggia mit je drei Bogenarkaden auf Säulen und Steinbrüstung ausgebaut und wird von einer hohen geschwungenen Zwiebelhaube mit Laterne gekrönt. Mittlerweile gilt der Turm als eines der Wahrzeichen der österreichischen Stadt Bregenz am Bodensee. Vom obersten Geschoß des Martinsturms aus hat man einen umfassenden 360°-Rundblick über die Stadt. 

## Lage
Der Turm befindet sich in der Martinsgasse 3b in der Bregenzer Oberstadt, innerhalb des etwa rechteckigen Mauergevierts der Stadtmauern aus dem 13. bis 16. Jahrhundert, die zum größten Teil erhalten sind. Der Martinsturm besetzt und befestigt die Nordost-Ecke dieser Ringmauer. An den Turm ist westlich Anfang des 18. Jahrhunderts die Martinskapelle angebaut worden, die sich im Innern in das Turmerdgeschoß öffnet.

## Geschichte

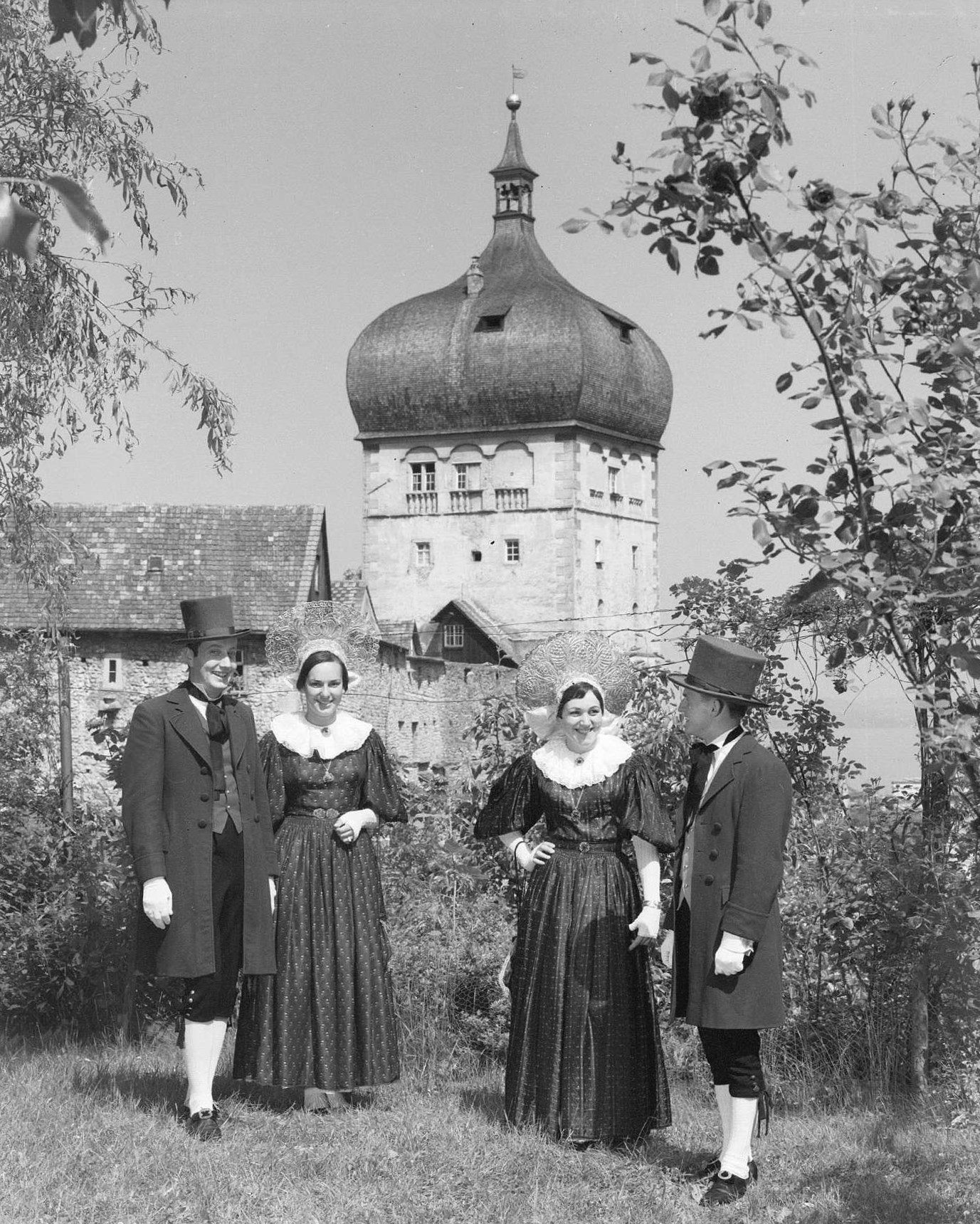
Martinsturm im Jahr 1967, damals noch mit vermauerten Loggia-Öffnungen.

In der ersten Hälfte des 13. Jahrhunderts wurde unmittelbar nach dem Bau der Stadtmauer ein niedriger Turm mit einem Keller- und zwei Obergeschoßen errichtet. Das Gebäude diente als Speicher und trug ein Pyramidendach, der etwas höher war als die Stadtmauer. Anfang des 14. Jahrhunderts wurde im Obergeschoß dieses Turmes eine kleine Kapelle eingerichtet und mit Fresken ausgemalt. 1362 stiftete Wilhelm VII. von Montfort die – auch für den Turm namensgebende – Martinskapelle; dadurch wurde die bisherige Kapellenecke auf das gesamte Obergeschoß erweitert. Gegen Ende des 15. Jahrhunderts wurde das Erdgeschoß in die Kapelle einbezogen und die auf 1497 datierte Sakramentsnische geschaffen.  
Gravierend war der von der Stadt Bregenz beauftragte Umbau durch den Graubündener Baumeister Benedetto Prato in den Jahren 1599 bis 1601 mit Erhöhung des Turms um drei Geschoße und Bekrönung durch eine gewaltige Zwiebeldachhaube. Diese hebt sich durch ihre Holzschindeldeckung und den quadratischen Grundriss markant von den meisten anderen Zwiebeltürmen der Architekturgeschichte ab. Aufgrund des Zwiebeldaches ist eine geplante militärische Nutzung weitgehend auszuschließen. 
Viel eher wurde der Turm als Prunkgebäude und Belvedere errichtet und diente, nach dem großen Stadtbrand im Jahr 1581, zusätzlich als „Hochwacht zur Brandbeschau“ durch den „Türmer“. 1602 wurde die überdachte hölzerne Außentreppe vom Bregenzer Baumeister Hundertpfund errichtet.  
Die Fresken wurden 1648 auf Anweisung des damaligen Stadtammanns Johann Deuring übertüncht. Ab 1701 wurde das an den Turm angesetzte Kirchenschiff errichtet und 1705 als neue, vergrößerte Martinskapelle für die örtliche Bevölkerung geweiht. Der Maler Florus Scheel aus Feldkirch legte die Fresken in den Jahren 1910 bis 1914 wieder frei. 
Von 1986 bis 2010 war im Martinsturm ein kleines militärgeschichtliches Museum eingerichtet; seit Ende April 2015 ist es ein stadtgeschichtliches Museum mit Dauerausstellung, auch zur Geschichte des Martinsturms.

### Martinskapelle

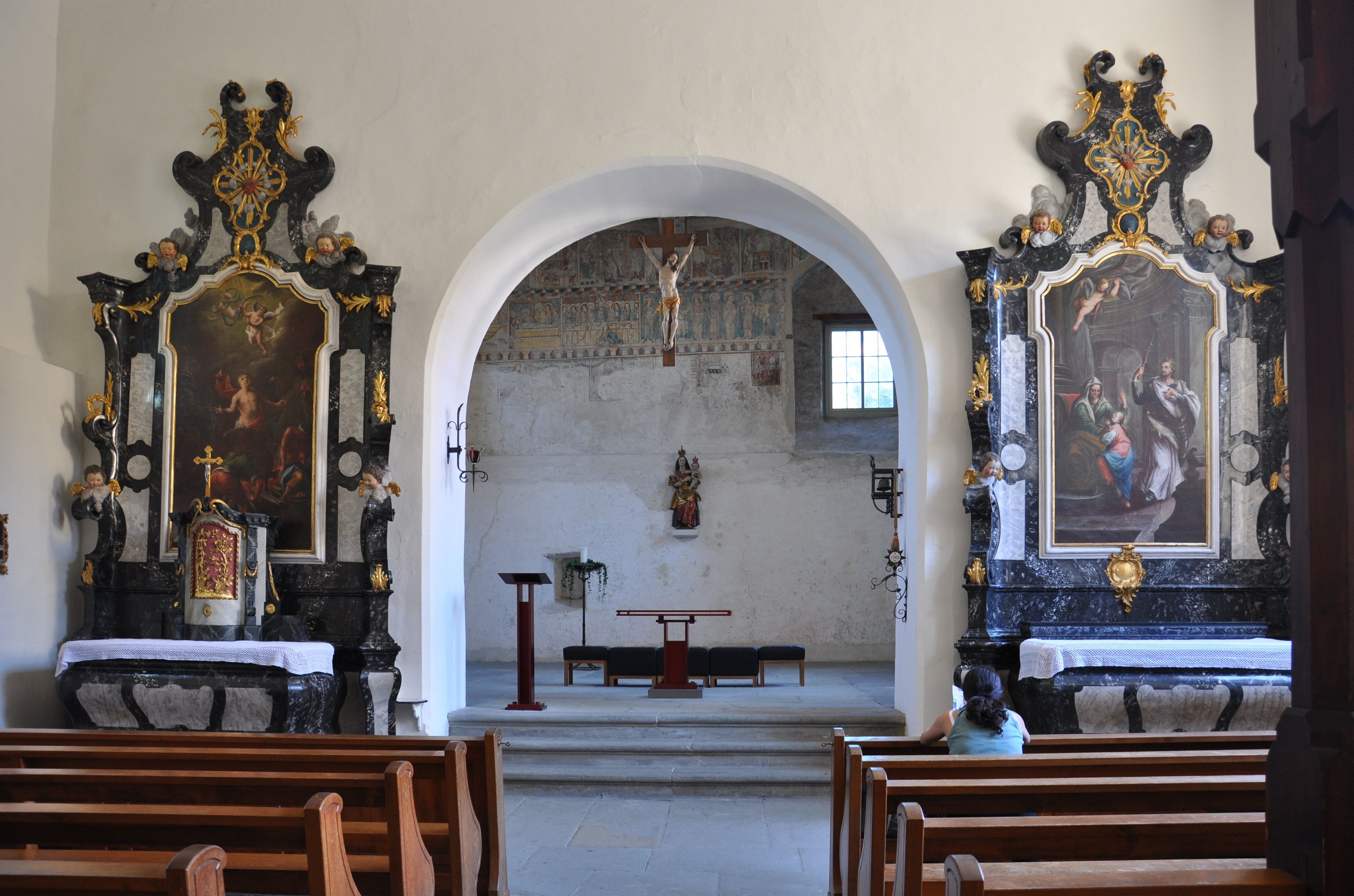
Blick vom Langhaus der Martinskapelle zum Chor im Martinsturm

Die Kapelle St. Martin nahm zunächst nur eine Ecke, ab 1362 den ganzen Grundriss des Obergeschoßes ein. An der Ostwand ist in der unteren Reihe der Fresken ein Stifterbild des Grafen Wilhelm III. von Montfort mit der Jahreszahl 1363 zu erkennen. Weitere Stifterbilder stammen von verschiedenen adligen Familien, wohl Ministerialen der Grafen von Montfort. Ende des 15. Jahrhunderts wurde die Oberkapelle mit dem Unterraum vereint, 1701 das angrenzende Langhaus angebaut und zum Turm geöffnet, der damit zum Chorraum wurde. Die Kapelle diente entweder den Grafen von Bregenz selbst oder ihren Dienstmannen als Burgkapelle.
Der Chorraum enthält Fresken verschiedener Entstehungszeit, die meisten sind um 1362 und 1420 entstanden. Sie enthalten unter anderem Szenen aus Geburt und Jugend sowie der Leidensgeschichte Jesu, eine schwangere Maria mit dem Traum Josefs, eine Darstellung der heiligen Kümmernis und viele weitere Heilige.
Die Darstellungen im Einzelnen:
Nordwand
Ganz links, extragroß:

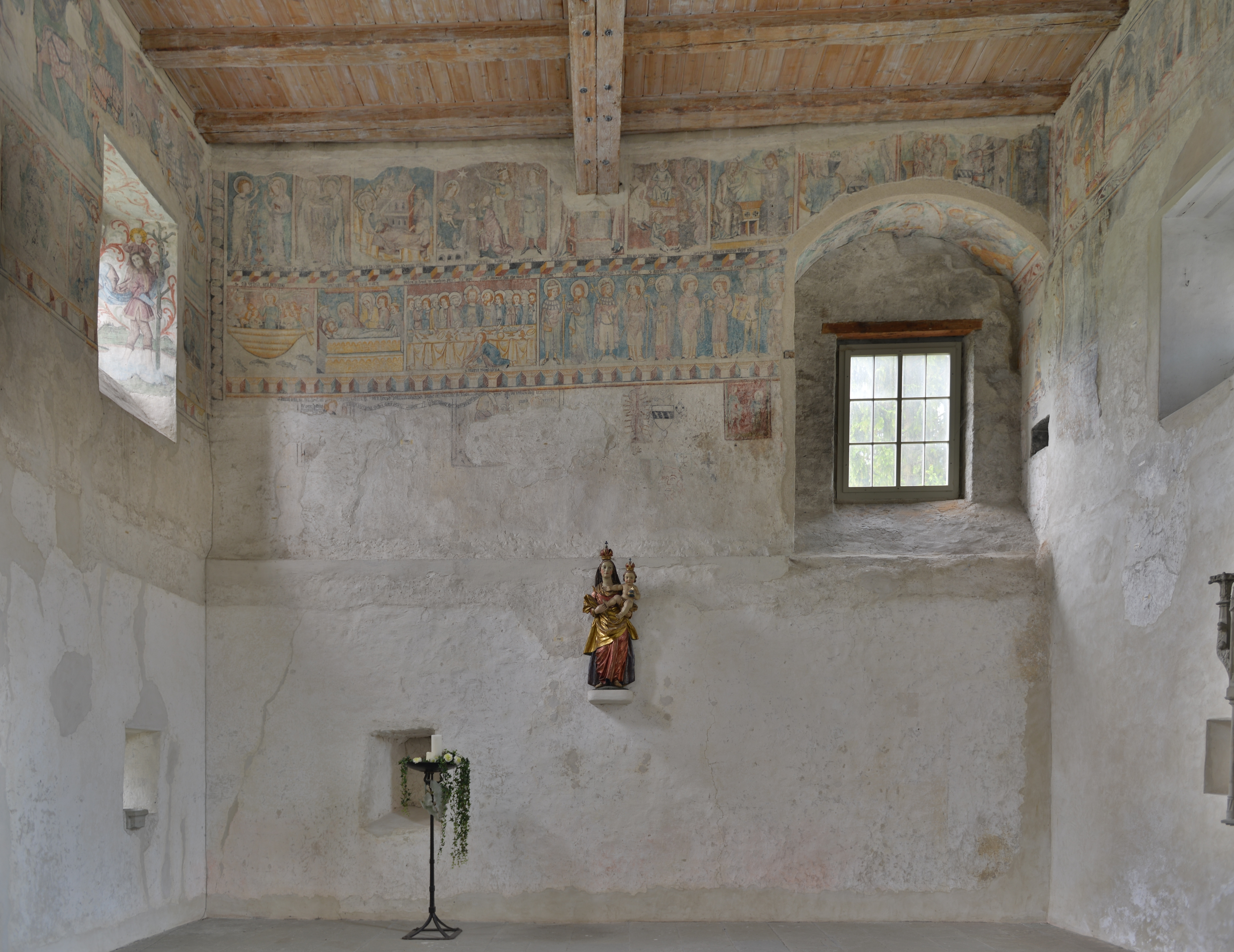
Chor-Ostwand der Martinskapelle, gut erkennbar die ehemalige Zweigeschoßigkeit des Turms mit den Malereien oben.

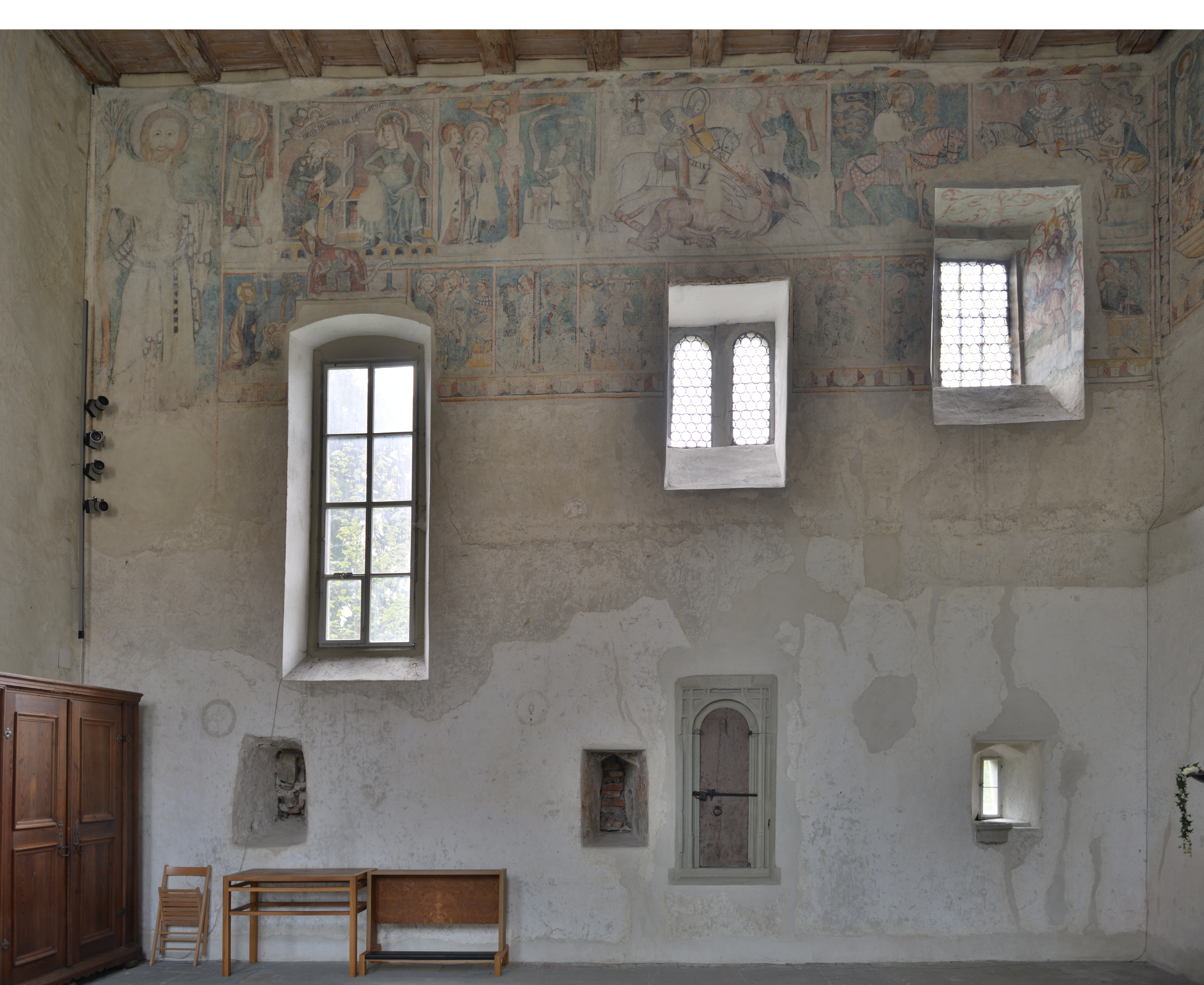
Chor-Nordwand der Martinskapelle

- Hl. Christophorus, der das Christuskind durch das Wasser trägt

Oberes Register, von links nach rechts:
- Ein heiliger König(?)
- Der Traum des heiligen Joseph mit Schriftband „Joseph, fili David, noli timere accipere Mariam conjugem tuam“ (Mt 1,20) und rechts davon die hochschwangere Maria auf dem Thron („Maria gravida“)

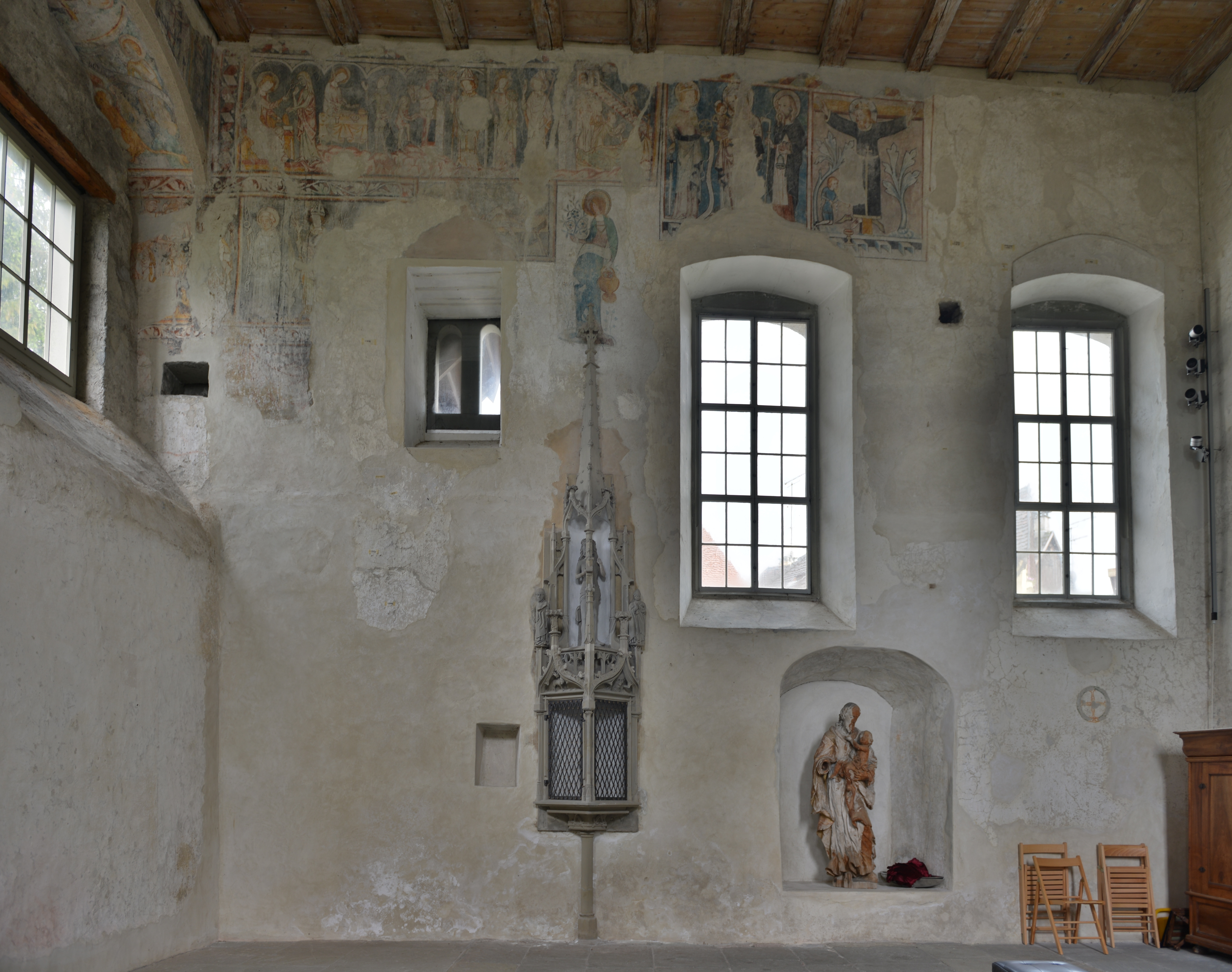
Chor-Südwand der Martinskapelle.

- Kreuzigung Christi mit Maria und Johannes, rechts kniet ein Montfort-Graf mit Ritterrüstung und Wappenschild als Stifterfigur. Das Schriftband, das er hält, ist kaum mehr lesbar.
- Drachenkampf des hl. Georg, rechts im Hintergrund die Jungfrau, die er errettet.
- Der heilige Oswald, König von Northumbria, bringt das Christentum nach England. Er ist zu Pferd, mit Lilienszepter, goldenem Reliquiengefäß und Wappenschild (das englische Wappen mit den drei Löwen) dargestellt.
- Der hl. Martin teilt seinen Mantel mit einem Bettler.

Unteres Register, von links nach rechts:
- Christus am Ölberg (Garten Gethsemane), der Engel und die drei schlafenden Jünger. Rechts ging ein Teil des Bildes verloren, als das Fenster eingebrochen wurde.
- Über dem linken Fenster, gleichzeitig mit diesem: Ein kniender Ritter (Stifter) betet mit seinem Schriftband (unleserlich?) zu der thronenden Maria im oberen Register.
- Rechts davon ein Rest des älteren, durch das Fenster zerstörten Freskos: Kopf eines Mannes mit Judenhut. Es war also eine weitere Szene aus der Passion Christi dargestellt.
- Gefangennahme Christi mit Judaskuss
- Geißelung Christi
- Dornenkrönung Christi
- Über dem mittleren Fenster: Blattornament
- Kreuztragung ChristiChor-Südwand der Martinskapelle.
- Kreuzigung Christi mit Maria. Rechts ging ein Teil des Bildes (vermutlich hl. Johannes) verloren, als das Fenster eingebrochen wurde.
- In der rechten Laibung des rechten Fensters: hl. Christophorus, der das Christuskind durch das Wasser trägt, aus späterer Zeit
- Rechts vom Fenster: Auferstehung Christi, ebenfalls durch das Fenster teilweise zerstört

Ostwand
Oberes Register: vorwiegend Szenen aus der Kindheit Jesu, von links nach rechts:
- Verkündigung des Herrn (Maria und der Erzengel Gabriel)
- Mariä Heimsuchung
- Chor-Westwand der Martinskapelle mit Bogenöffnung zum SchiffGeburt Christi

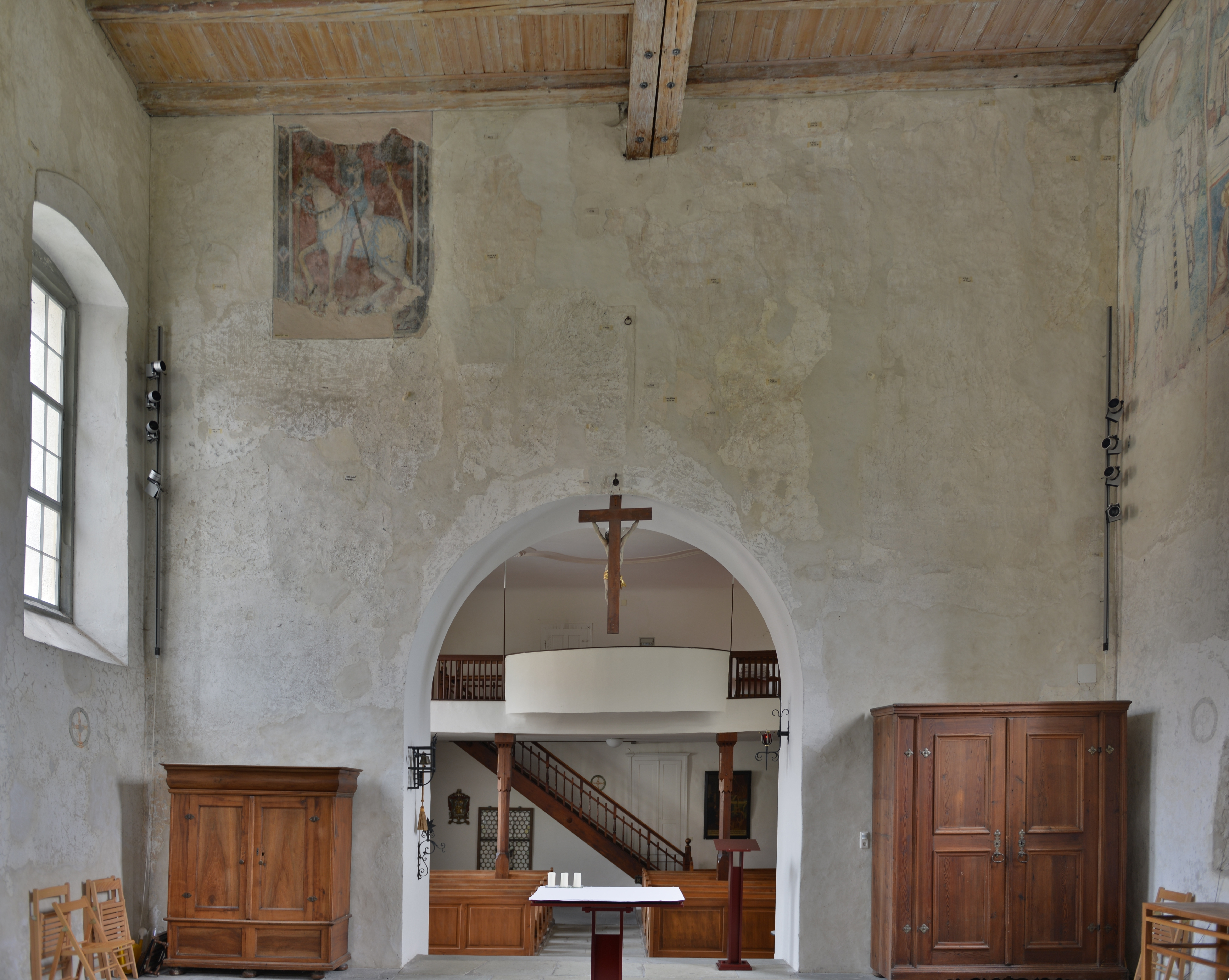
Chor-Westwand der Martinskapelle mit Bogenöffnung zum Schiff

- Anbetung des Jesuskinds durch die hl. drei Könige, im Hintergrund der Stern von Bethlehem
- Darstellung des Herrn im Tempel (der obere Teil durch einen Dachbalken zerstört)
- Der zwölfjährige Jesus im Tempel
- Maria und Christus, vermutlich die Erscheinung des Auferstandenen
- Über dem Fenster: Zwei Szenen mit knienden Stiftern. – Ein Mönch oder Abt in dunkler Kutte, mit Stab und Buch

Mittleres Register, von links nach rechts:
- Die Rheinfahrt der hl. Ursula mit ihren Jungfrauen
- Grablegung Christi, im Hintergrund steht das Kreuz
- Abendmahl. Maria Magdalena trocknet Christus die Füße mit ihrem Haar ab, anachronistisch nimmt auch der hl. Paulus teil (durch eine Inschrift namentlich bezeichnet).
- Neun Heilige, unter anderem Johannes der Täufer, Sigismund, Antonius der Abt, Leonhard, Stephanus, Georg und Katharina. Der rechte Teil wurde durch das Fenster zerstört.
- In der Fensterlaibung: oben eine Figur (Engel?) mit Schriftband, rechts Christus als Schmerzensmann (die Hände bereits mit den Wundmalen der Kreuzigung, ein Mann mit Judenhut drückt ihm die Dornenkrone aufs Haupt)

Unteres Register (nur Fragmente), von links nach rechts:
- Zwei Stifterbilder mit langen Spruchbändern. Die Inschrift darüber beginnt mit der oben erwähnten Datierung: „anno dni (...)“.
- Hl. Sebastian, von Pfeilen durchbohrt
- Wappenschild
- Neben dem Fenster: Eine stehende und eine kniende(?) Gestalt, vielleicht nochmals Verkündigung

Südwand
Oberes Register:
- Drei Szenen aus dem Leben des hl. Eligius sind unter einer durchlaufenden Arkade zusammengefasst, von links nach rechts: (1) Der thronende Heilige hält in der linken Hand einen großen Kelch, in der rechten hält er seine Schmiedezange. Rechts steht der Teufel in Gestalt einer Frau mit Vogelfüßen vor ihm. Der Heilige zwickt ihn mit der Zange in seine lange Nase. – (2) Die Legende vom hl. Eligius als Hufschmied. – (3) Der Heilige in bischöflichem Ornat.
- Hl. Katharina von Alexandria und ein heiliger Bischof
- Ein schlafender Heiliger träumt von einer Himmelsleiter, auf der Christus herabsteigt. Unter der Leiter drei gekrönte Gestalten.
- Maria mit Kind und den hll. Katharina von Alexandria und Antonius der Abt
- „Hl. Kümmernis“ (Wilgefortis). Das Blut aus der Wunde am rechten Fuß wird in einem Kelch aufgefangen.

Unteres Register (nur Fragmente), von links nach rechts:
- Ein Heiliger, stark beschädigt, im Hintergrund sein Attribut: eine Zange. Nochmals der hl. Eligius?
- Hl. Leonhard mit Kette
- Ein hl. Bischof, im Hintergrund ein Baum oder Strauch, stark beschädigt
- Zwischen den Fenstern, über dem Wandtabernakel: eine weibliche Figur mit Nimbus, Zweig (Ölbaum- oder Blütenzweig?) und großem Behältnis (Krug?)

Westwand, nur ein einziges Bild ist erhalten
- Drachenkampf des hl. Georg